# Ochtrup
Ochtrup es una ciudad de Alemania ubicada al noroeste del estado federado Renania del Norte-Westfalia, dentro del Distrito de Steinfurt.
Está hermanada con el municipio onubense de Valverde del camino

## Historia
Los hallazgos arqueológicos muestran que la región de Ochtrup, Langenhorst y Welbergen ya estaba asentada en el período neolítico. Una antigua posesión sajona también se considera segura.
"Ohtepe" (el este de Epe u Ostepe) fue mencionado por primera vez en 1143 en una carta del monasterio de Clarholz. En 1203 se mencionó por primera vez como parroquia. El lugar ya tenía una iglesia bautismal en la época de Franconia y formó una parroquia con Wester, Oster y Weinerbauernschaft. En 1593/94, Ochtrup fue fortificado con una muralla, un foso ancho y tres puertas de la ciudad. En 1597 Ochtrup recibió los derechos del mercado. Además, Ochtrup fue elevado al rango de un llamado "wigbold". Las fortificaciones de la ciudad no ofrecían la protección segura: en 1595 y 1598, Ochtrup fue incendiado por los españoles. Pero no fueron solo la Guerra de Sucesión español-holandesa, los trenes de Bernhard von Galen y la Guerra de los Treinta Años de 1618 a 1648 los que afectaron gravemente el centro de la ciudad. Las puertas de la ciudad no fueron demolidas hasta alrededor de 1820 y alrededor del cambio del siglo las murallas fueron removidas y diseñadas como un área verde. Hoy los nombres de las calles Nordwall, Ostwall y Westwall lo recuerdan. Una base o raid ha sobrevivido en la pared oeste, este oso de agua se llama Stüwwenkopp.

El "Pottbäckerei" es tan antiguo como Ochtrup. Esto se demuestra por las ollas de barro (urnas) encontradas, cuya edad es estimada por la comunidad científica en 3000 años. Como una ocupación artesanal independiente, independiente de la fabricación exclusiva de vasijas de barro para su propio uso doméstico, ella solo apareció cuando una gran parte de las personas cultivables que se establecieron en el pueblo comenzaron a operar la "cerámica" para ganarse la vida, y con cerámica fabricada. actuar. La "panadería" floreció. El Ochtruper Pöttker fue un comerciante bienvenido y Ochtrup se convirtió en el "Pottbäckerland". Se produjeron y ofrecieron a la venta cuencos de tierra, cuencos para refrigerios, platos, cuencos y jarras de aceite, pero especialmente el ruiseñor Ochtrup de siete orejas y el famoso juguete para niños. Al igual que en el antiguo Wigbold de los siglos XVII y XVIII había una cerámica en casi todas las casas o detrás de él en una pequeña extensión, así que la escena de la calle de esa época es el Ochtruper Kiepenkerl con una caja completamente llena, con botas y vestida a prueba de intemperie, en azul; caminando por batas, indispensable. Era conocido en todo el Münsterland, hasta el Hannoveriano y el Holandés. Alrededor de 1800 todavía había más de 20 fábricas de cerámica en Ochtrup.
Con el siglo XIX, se creó la fábrica de tejidos de algodón. Alrededor de 1850 había alrededor de 500 tejedores de casas en el pueblo y los vecinos agricultores. Estos dependían de compañías individuales que suministraban el material, aceptaban los productos terminados y fijaban los salarios. En 1854, los comerciantes Anton y Bernhard Laurenz fundaron la fábrica de tejidos a mano A. y B. Laurenz en Bergstrasse 58, más tarde conocida como Gebr. Laurenz. Bajo la dirección de los dos hijos Hermann (* 1829) y Heinrich (* 1834) hubo un importante del repunte económico. Para el año 1930, se habían creado 330 departamentos para trabajadores y funcionarios, Marienhospiz con una escuela secundaria y jardines de infancia. Después de la Segunda Guerra Mundial, en las décadas de 1950 y 1960, la compañía Gebr. Laurenz empleó a más de 4000 personas en las ubicaciones de Ochtrup y Epe.
El 1 de octubre de 1890, la comunidad se formó nuevamente por la fusión de las comunidades anteriores Wigbold Ochtrup y la Parroquia de Ochtrup. En 1949, la ley de la ciudad fue recompensada. Langenhorst y Welbergen se incorporaron el 1 de julio de 1969.
Entre el 25 y el 30 de noviembre de 2005, la ciudad estuvo completa durante varios días, luego en parte sin electricidad y fue noticia en todo el país. El apagón fue provocado por un inicio masivo de invierno, en los cuales de las líneas de alto voltaje entre Gronau y Ochtrup se volvieron excesivamente heladas debido a las fuertes nevadas y vientos. Debido al peso, los cables colgaban a unos pocos metros del piso. Docenas de torres de electricidad se doblaron. Cientos de voluntarios operaron generadores de emergencia de toda Alemania las 24 horas del día. Sin embargo, hubo enormes daños financieros, especialmente en la ganadería, así como a través de la pérdida de producción en otras operaciones comerciales. El proveedor responsable de energía RWE y expertos independientes discutieron en los medios sobre si el suministro de energía exclusivamente por encima del suelo Ochtrups se había mantenido adecuadamente en años anteriores. RWE excluyó toda responsabilidad, pero creó un fondo de ayuda por valor de cinco millones de euros para la región en cuestión. Los medios de comunicación de todo el país describieron este incidente como un caos de nieve en Münsterland o "la falla eléctrica más grave en la historia de la posguerra".

## Referencial
1. ↑  Worldpostalcodes.org, código postal n.º 48607.
2. ↑  Martin Bünermann (1970). Die Gemeinden des ersten Neugliederungsprogramms in Nordrhein-Westfalen. Köln: Deutscher Gemeindeverlag. p. 97.